# Acidaliodes perstriata
Acidaliodes perstriata là một loài bướm đêm trong họ Noctuidae.